# Федоритенко, Юрий Дмитриевич
Юрий Дмитриевич Федоритенко (5 апреля 1905, село Слободка Сосницкого уезда Черниговской губернии, теперь Менского района Черниговской области — 1958, город Житомир) — украинский советский партийный деятель, 2-й секретарь Полтавского обкома КП(б)У.

## Биография
Родился в семье крестьянина-середняка. В апреле 1915 — сентябре 1924 г.  — крестьянин в хозяйстве отца в деревне Слободке Сосницкого уезда на Черниговщине. В 1924 году вступил в комсомол.
В сентябре 1924 — сентябре 1927 г.  — студент Черниговского института народного образования, получил специальность педагога средней школы.
В сентябре 1927 — сентябре 1928 г.  — преподаватель математики и физики семилетней школы в селе Артемовке Артемовского округа. В сентябре 1928 — октябре 1930 г.  — преподаватель математики и физики семилетней школы в селе Ново-Александровке Артемовского округа.
В октябре 1930 — сентябре 1933 г.  — аспирант и преподаватель физики Украинского физико-технического института в городе Харькове.
Член ВКП(б) с декабря 1931 года.
В сентябре 1933 — сентябре 1934 г.  — заведующий физико-математического отделения и доцент физики Винницкого государственного педагогического института. В сентябре 1934 — сентябре 1935 г.  — заведующий кафедрой физики Кременчугского государственного педагогического института. В сентябре 1935 — июне 1938 г.  — ассистент, старший преподаватель физики, секретарь партийного комитета КП(б)У Харьковского института советской торговли.
В июне — ноябре 1938 г.  — 1-й секретарь Дзержинского районного комитета КП(б)У города Харькова. В ноябре 1938 — феврале 1939 г.  — заместитель заведующего отделом руководящих партийных органов ЦК КП(б)У в Киеве.
В феврале 1939 — мае 1941 г.  — 2-й секретарь Полтавского областного комитета КП(б)У. В мае — декабре 1941 г.  — инструктор ЦК КП(б)У.
В январе — мае 1942 г.  — инструктор ЦК КП(б)Казахстана в городе Алма-Ате. В мае 1942 — ноябре 1943 г.  — секретарь по промышленности Алма-Атинского городского комитета КП(б)Казахстана.
В ноябре 1943 — июле 1945 г.  — заведующий отделом школ Харьковского областного комитета КП(б)У.
В июле 1945 — ноябре 1950 г.  — секретарь по кадрам, секретарь Волынского областного комитета КП(б)У.
В ноябре 1950 — ноябре 1952 г.  — заместитель председателя исполнительного комитета Житомирского областного совета депутатов трудящихся. В ноябре 1952 — марте 1953 г.  — на пенсии по болезни.
В марте — августе 1953 г.  — начальник Житомирского областного управления кинофикации. В августе 1953 — 1957 г.  — начальник отдела кинофикации Житомирского областного управления культуры.
Тяжело болел. Умер в Житомире в начале февраля 1958 года.

## Награды
- орден Трудового Красного Знамени (23.01.1948)
- медали